# Creoleon
Genre
Creoleon est un genre d'insectes névroptères de la famille des Myrmeleontidae, de la sous-famille des Myrmeleontinae et de la tribu des Nemoleontini.

## Espèces
Creoleon aegyptiacus - Creoleon afer - Creoleon africanus - Creoleon antennatus - Creoleon arenosus - Creoleon cecconinus - Creoleon cervinus - Creoleon chappuisi - Creoleon cinerascens - Creoleon cinnamomeus - Creoleon confalonierii - Creoleon decussatus - Creoleon desertus - Creoleon diana - Creoleon ducalis - Creoleon elegans - Creoleon falcatus - Creoleon fulvinervis - Creoleon giganteus - Creoleon griseus - Creoleon gularis - Creoleon hiericontinus - Creoleon interruptus - Creoleon irene - Creoleon languescens - Creoleon limpidus - Creoleon littoreus - Creoleon loanguanus - Creoleon lugdunensis - Creoleon lupinus - Creoleon luteipennis - Creoleon mashunus - Creoleon maurus - Creoleon mortifer - Creoleon neftanus - Creoleon neurasthenicus - Creoleon nigritarsis - Creoleon nubifer - Creoleon parallelus - Creoleon parvulus - Creoleon patrizianus - Creoleon pauperatus - Creoleon persicus - Creoleon pretiosus - Creoleon pullus - Creoleon pusillus - Creoleon remanei - Creoleon somalicus - Creoleon surcoufi - Creoleon tarsalis - Creoleon tenuatus - Creoleon turbidus - Creoleon ultimus - Creoleon venosus
Selon the Paleontology Database, il existe aussi une espèce fossile: Creoleon plumbeus Tillyard, 1918, trouvée dans des terrains datant du Mésozoïque dans le Queensland, en Australie.